# Ольмедо (Сардиния)
Ольмедо (итал. Olmedo) — коммуна в Италии, располагается в регионе Сардиния, подчиняется административному центру Сассари.
Население составляет 2852 человека, плотность населения составляет 84,6 чел./км². Занимает площадь 33,71 км². Почтовый индекс — 7040. Телефонный код — 079.
Покровительницей коммуны почитается Пресвятая Богородица (Nostra Signora di Talia). Праздник ежегодно празднуется 1 мая.